# Coccinia intermedia
Coccinia intermedia är en gurkväxtart som beskrevs av Holstein. Coccinia intermedia ingår i släktet Coccinia, och familjen gurkväxter. Inga underarter finns listade i Catalogue of Life.